# Братеевский мост
Брате́евский мост — автодорожный мост стальной балочной конструкции, соединяющий районы Братеево и Марьино в Москве. Построен в 1989 году, открыт для движения в 1991 году.
Является важным связывающим звеном для двух районов, расположенных по обе стороны Москвы-реки, в разных административных округах Москвы — Южном (Братеево) и Юго-Восточном (Марьино). Расстояние между Братеевским мостом и расположенными выше Сабуровским (открыт в сентябре 2023 года) — по реке 3—4 км, расстояние между Нагатинским и Кожуховскими мостами — около 13 км. Ниже по Москва-реке от Братеевского моста расположены Бесединские мосты (расстояние по реке 5—6 км).

## История
Перед строительством предполагалось, что мост станет частью скоростной трассы под названием «Ховрино-Борисово», однако был построен позже, в 1989 году, во времена развития строительства жилых кварталов в районе Братеево. Автор проекта — Б. А. Горожанин (ОАО «Гипротрансмост»), главный подрядчик — Мостоотряд № 4.
13 сентября 1999 года движение транспорта по мосту было остановлено на несколько часов в связи с обнаружением большого количества взрывчатки в доме 16, корп. 2 по улице Борисовские Пруды. Несостоявшийся взрыв жилого дома мог стать одним из серии террористических актов в российских городах.

## Характеристики
Русловая часть моста длиной 308 м (пролёты 90 + 128 + 90 м) выполнена в виде стальной неразрезной балки (двойной коробчатый профиль высотой 3,2 м), перекрытой ортотропной плитой проезжей части. Эстакадные пролёты длиной по 33 м — железобетонные, русловые опоры — сборно-монолитные на фундаменте из железобетонных забивных свай.
Мост имеет по три автомобильных полосы в каждую сторону и пешеходные дорожки, расположенные по краям. Подъём и спуск пешеходов на мост может осуществляться по четырём лестничным маршам, по два с каждой стороны, в точках нахождения фигур кораблей.
В сентябре 2021 года на Братеевском мосту появились лифты для людей с ограниченными возможностями; всего четыре штуки — по два на каждую сторону моста и по два в районах Братеево и Марьино.

## Общественный транспорт

### Автобусы
- м77: 14-й микрорайон Орехово-Борисова —   метро «Текстильщики».
- 708: «Южные ворота» —   метро «Люблино».
- с710:   Метро «Алма-Атинская» — Белая Дача.
- 770: |Метро  Каширская — Цимлянская улица.
- с797: Братеевская пойма — Улица Головачёва.
- с867: Каширское шоссе (МКАД) — Рынок «Садовод».
- 1063:   Метро «Алма-Атинская» — «Университет Угреша» (город Дзержинский).
- н5: Каширское шоссе—МКАД — |метро  Китай-город.

Все вышеперечисленные маршруты автобусов, кроме 1063, имеют остановку около станции метро  Марьино.

## Фотографии
| - Фигура корабля на Братеевском мосту - Вид на Братеевский мост из парка 850-летия Москвы - Фигура якоря на Братеевском мосту - Лифт в районе Братеево внутри белой конструкции (на стороне при движении из центра) - Подсветка Братеевского моста ночью |